# تان تان في أرض السوفييت
تان تان في أرض السوڤييت (بالفرنسية: Tintin au pays des Soviets)‏ هو عنوان المُجلَّد الأوَّل من سلسلة القصص المُصوَّرة الشهيرة «مُغامرات تان تان»، تأليف الفنَّان البلجيكي هيرجيه. أُصدرت هذه القصَّة من طرف جريدةٍ بلجيكيَّةٍ مُحافظة هي «صحيفة القرن العشرين» (بالفرنسية: Le Vingtième Siècle)‏ بغية مُناهضة الشُيُوعيَّة ونشر الدعاية ضدَّها في مُلحق الصحيفة المذكورة المُوجَّه لليافعين، وهو «القرن العشرين للشباب» (بالفرنسية: Le Petit Vingtième)‏. نُشرت القصَّة في سلسلةٍ بدايةً من شهر كانون الثاني (يناير) 1929 إلى أيَّار (مايو) 1930. تتحدث القصة عن صحافيٍّ بلجيكيٍّ شاب يُدعى «تان تان» وكلبه «ميلو» اللذان يُرسلان إلى الاتحاد السوڤيتي للتحقيق في حكومة ستالين ونظامه، لكنَّ الخطَّة تُكشف، فتُرسل المديرية السياسية المشتركة للدولة شُرطتها للقبض عليه.
لاقت هذه القصَّة نجاحًا كبيرًا في بلجيكا، وسُرعان ما استقطبت انتباه القُرَّاء في فرنسا وسويسرة، فنُشرت في سلسلةٍ في كُلٍ منهما أيضًا. حثَّ هذا النجاح هيرجيه على كتابة قصَّةٍ أُخرى عن تان تان، فُولد كتاب «تان تان في الكونغو» (بالفرنسية: Tintin au Congo)‏ ثُم تلته قصصٌ أُخرى، فكانت سلسلة مغامرات تان تان التي صارت إحدى أهم علامات تُراث القصص المُصوَّرة البلجيكيَّة الفرنسيَّة. حالت الأضرار التي لحقت بالرُّسومات الأصليَّة دون إعادة إنتاجها وإصدارها لعُقُودٍ عديدة، كما حال دون ذلك أيضًا شُعُور هيرجيه نفسه بالخجل والإحراج لسوء رُسُوماته في تلك المرحلة المُبكرة من مسيرته، ورُغم أنه أعاد رسم جميع القصص الأولى لتان تان بشكلٍ أكثر إتقانًا وعلى صفحاتٍ مُلوَّنة بدايةً من سنة 1942، إلَّا أنه قرر ترك قصة أرض السوڤييت على حالها، فكانت هي العمل الوحيد لهيرجيه الذي لم يُعد إنتاجه ونشره بالألوان. أدَّى الطلب المُتزايد لهُواة السلسلة بنشر هذه القصة أن صدرت منها عدَّة نُسخ غير مُجازة من صاحبها خلال ستينيَّات القرن العشرين، ولم تصدر النسخة المُجازة الأولى حتى سنة 1969، فأقبل عليها المُهتمين وتُرجمت إلى العديد من اللُغات، لكنها لقيت صدىً سلبيًّا عند المُعجبين والنُقَّاد لضعف مُستواها عن مستوى أعمال هيرجيه اللاحقة، فعُدَّت من جُملة أضعف أعماله.

## مُجريات القصة
تُرسل صحيفة «القرن العشرين» الصحافي «تان تان» وكلبه «ميلو» في مُهمَّةٍ إلى الاتحاد السوڤيتي، فيُغادران بالقطار من مدينة بروكسل ويتجهان نحو موسكو دون أن يعلما أنَّ أحد رُكَّاب القطار عُنصرٌ في الشُرطة السريَّة السوڤيتيَّة الشهيرة بـ«المديرية السياسية المشتركة للدولة»، فيُفخِّخ هذا الأخير القطار ويُفجِّره ما أن يصل برلين، قائلًا أنَّ الصحافي الشاب «بُرجوازيّ صغيرٌ وقح». تفتح شرطة برلين تحقيقًا بهذا التفجير وتتهم تان تان بتدبيره، لكنه ينجح في الفرار منهم ويهرب حتَّى يصل الحُدُود السوڤيتيَّة. يتتبَّع العميل السري تان تان عن كثب، ثُمَّ يُلقي القبض عليه ويصطحبه إلى مكتب المُفوَّض المحلِّي ويأمره بأن يجعله يختفي بـ«حادثٍ عرضيّ»، لكنَّ تان تان ينجح في الفرار مُجددًا ويكتشف أنَّ القادة السوڤييت نجحوا في خداع «المُغفلين الذين ما زالوا يؤمنوا بالجنَّة الحمراء»، إذ أمرت السُلطات بحرق حزمٍ من القش وبقرقعة بعض المعادن كي توهم بعض الماركسيين الإنگليز الذين يزورون البلاد أنَّ المصانع السوڤيتيَّة العاطلة عن العمل ما تزال شغَّالة.
يشهد تان تان انتخاباتٍ محليَّة يُهدد فيها البلاشفة الناس ويُرغمونهم على التصويت لهم، وحينما يُحاول هؤلاء اعتقال الصحافي الشاب، يتنكَّر بهيئة شبح ويُخيفهم. يُحاول تان تان بعد ذلك الخُرُوج من الأراضي السوڤيتيَّة، لكنَّ البلاشفة يتعقَّبوه ويعتقلوه، ويُهددونه بالتعذيب. ينجح تان تان بالفرار من مُعتقليه ويصل موسكو ليكتشف أنَّ البلاشفة حوَّلوها إلى «خراب»، فيُشاهد مسؤولًا حُكوميًّا يُوزِّع خُبزًا على الماركسيين المُشرَّدين فقط، دون أن يُعطي خُصومهم شيئًا، فيسرق ميلو رغيفًا ويُعطيه لطفلٍ جائع. يتجسَّس تان تان على اجتماعٍ سريٍّ للبلاشفة، فيكتشف أنَّ حنطة البلاد تُصدَّر بأكملها لغرض الدعاية السياسيَّة، دون إعارة الشعب أي اهتمام، وأنَّ الحُكُومة تُخطِّط لـ«حملةٍ شاملةٍ على الكولاك، المُزارعون الأغنياء، وإجبارهم بقُوَّة السلاح على تجهيزنا بالذُرة».
يخترق تان تان الجيش الأحمر مُحذرًا بعض الكولاك من نوايا الحُكُومة وينصحهم بإخفاء حنطتهم، لكنَّ أمره سُرعان ما يُكشف، فيُقبض عليه ويُحكم بالإعدام رميًا بالرصاص، لكنَّه يستبدل الرصاصات الحقيقيَّة بخراطيش فارغة، ويتظاهر بالموت ثُمَّ يهرب إلى البريَّة وسط تساقط الثلج، فيكتشف مخبأً سريًّا للبلاشفة تحت أرض منزلٍ مهجور. فيقع في أسرهم مُجددًا ويؤخذ إلى القائد الذي يُعلمه بأنه في المخبأ السري «حيثُ يقوم قادتنا بتجميع المحاصيل والغلل المسروقة من الشعب». يتمكَّن تان تان من الهرب بمُساعدة ميلو، ويستولي على طائرة مُحلِّقًا بها في ظلام الليل، لكنها تُصاب بصاعقةٍ وتسقط، ويضطر تان تان إلى استبدال مروحتها بأُخرى يصنعها من خشب شجرةٍ باستخدام سكِّينه، ويُتابع طريقه إلى برلين. يظهر عناصر من الشُرطة السريَّة السوڤيتيَّة مُتنكرين بزيّ شُرطة برلين ويزجُّون بتان تان في زنزانه، لكنَّه يفر بمُساعدة ميلو الذي يتنكَّر بزيّ ببر. يُحاول آخر عُملاء السوڤييت خطف تان تان، لكنه يفشل في مسعاه، فيُهدد غاضبًا أنَّ قادته سيُفجِّرون عواصم أوروبَّا بالديناميت. يعود تان تان إلى بروكسل فيُستقبل استقبالًا حافلًا.

## هوامش
1. ↑  هذا هو النص المُعرَّب كما وضعه مُترجم القصَّة (انظر)، أمَّا النص الأصلي فهو «حيثُ جمع لينين وتروتسكي وستالين ثرواتهم المسروقة من الشعب»
2. ↑  تُرجم في النسخة العربيَّة إلى «نمر».

### فهرست المراجع
1. ↑  Hergé (1989), p. 4–30.
2. ↑  Hergé (1989), p. 31–75.
3. ↑  Hergé (1989), p. 72–81.
4. ↑  Hergé (1989), p. 82–121.
5. ↑  Hergé (1989), p. 122–141.

### ثبت المراجع(مُرتَّبة حسب تاريخ النشر)
- Hergé (1989) [1930]. Tintin in the Land of the Soviets (بالإنجليزية). Leslie Lonsdale-Cooper and Michael Turner (translators). London: Methuen Children's Books. ISBN:978-1-4052-6651-2. Archived from the original on 2023-05-06.{{استشهاد بكتاب}}:  صيانة الاستشهاد: ref duplicates default (link)
- Peeters, Benoît (1989). Tintin and the World of Hergé (بالإنجليزية). London: Methuen Children's Books. ISBN:978-0-416-14882-4.{{استشهاد بكتاب}}:  صيانة الاستشهاد: ref duplicates default (link)
- Thompson, Harry (1991). Tintin: Hergé and his Creation (بالإنجليزية). London: Hodder and Stoughton. ISBN:978-0-340-52393-3.{{استشهاد بكتاب}}:  صيانة الاستشهاد: ref duplicates default (link)
- "Tintin's 70 years of adventure" (بالإنجليزية). BBC News. 10 Jan 1999. Archived from the original on 2013-10-02.
- Farr, Michael (2001). Tintin: The Complete Companion (بالإنجليزية). London: John Murray. ISBN:978-0-7195-5522-0.{{استشهاد بكتاب}}:  صيانة الاستشهاد: ref duplicates default (link)
- Lofficier, Jean-Marc; Lofficier, Randy (2002). The Pocket Essential Tintin (بالإنجليزية). Harpenden, Hertfordshire: Pocket Essentials. ISBN:978-1-904048-17-6.
- De Vries, André (2003). Brussels: A Cultural and Literary History (بالإنجليزية). Oxford: Signal Books Limited. ISBN:1-902669-46-0.{{استشهاد بكتاب}}:  صيانة الاستشهاد: ref duplicates default (link)
- Theobald, John (2004). The Media and the Making of History (بالإنجليزية). Farnham, Surrey: Ashgate. ISBN:978-0-7546-3822-3.{{استشهاد بكتاب}}:  صيانة الاستشهاد: ref duplicates default (link)
- Goddin, Philippe (2008). The Art of Hergé, Inventor of Tintin: Volume I, 1907–1937 (بالإنجليزية). Michael Farr (translator). San Francisco: Last Gasp. ISBN:978-0-86719-706-8.{{استشهاد بكتاب}}:  صيانة الاستشهاد: ref duplicates default (link)
- Assouline, Pierre (2009) [1996]. Hergé, the Man Who Created Tintin (بالإنجليزية). Charles Ruas (translator). Oxford and New York: Oxford University Press. ISBN:978-0-19-539759-8.{{استشهاد بكتاب}}:  صيانة الاستشهاد: ref duplicates default (link)
- Apostolidès, Jean-Marie (2010) [2006]. The Metamorphoses of Tintin, or Tintin for Adults (بالإنجليزية). Jocelyn Hoy (translator). Stanford: Stanford University Press. ISBN:978-0-8047-6031-7.
- McCarthy, Tom (2006). Tintin and the Secret of Literature (بالإنجليزية). London: Granta. ISBN:978-1-86207-831-4.{{استشهاد بكتاب}}:  صيانة الاستشهاد: ref duplicates default (link)
- Bougon, Francois (14 Jan 2010). "Tintin embarks on new adventure in China" (بالإنجليزية). Agence France-Presse. Archived from the original on 2014-01-30.{{استشهاد بخبر}}:  صيانة الاستشهاد: ref duplicates default (link)
- Grove, Laurence (2010). Comics in French: The European Band Dessinée in Context (بالإنجليزية). United States: Berghahn Books. ISBN:978-1-84545-588-0.{{استشهاد بكتاب}}:  صيانة الاستشهاد: ref duplicates default (link)
- "The mystery of Tintin's first adventure" (بالإنجليزية). BBC News. 24 Oct 2011. Archived from the original on 2012-10-24.
- Butcher, David (2011). "Tintin's Adventure with Frank Gardner". Radio Times (بالإنجليزية). Archived from the original on 2013-12-24.{{استشهاد بخبر}}:  صيانة الاستشهاد: ref duplicates default (link)
- "Tintin au pays des soviets". Filme Cărţi (بالرومانية). 14 Jan 2011. Archived from the original on 2013-07-28.
- Kuper, Simon (11 Oct 2011). "Tintin and the war". Financial Times (بالإنجليزية). Archived from the original on 2012-09-10.{{استشهاد بخبر}}:  صيانة الاستشهاد: ref duplicates default (link)
- Peeters, Benoît (2012) [2002]. Hergé: Son of Tintin (بالإنجليزية). Tina A. Kover (translator). Baltimore, Maryland: Johns Hopkins University Press. ISBN:978-1-4214-0454-7.{{استشهاد بكتاب}}:  صيانة الاستشهاد: ref duplicates default (link)